# Harry Nyquist
Harry Nyquist, nascido Harry Theodor Nyqvist (7 de fevereiro de 1889 — Harlingen, 4 de abril de 1976) foi um engenheiro eletrônico nascido na Suécia, teórico da informação, de nacionalidade estadunidense.

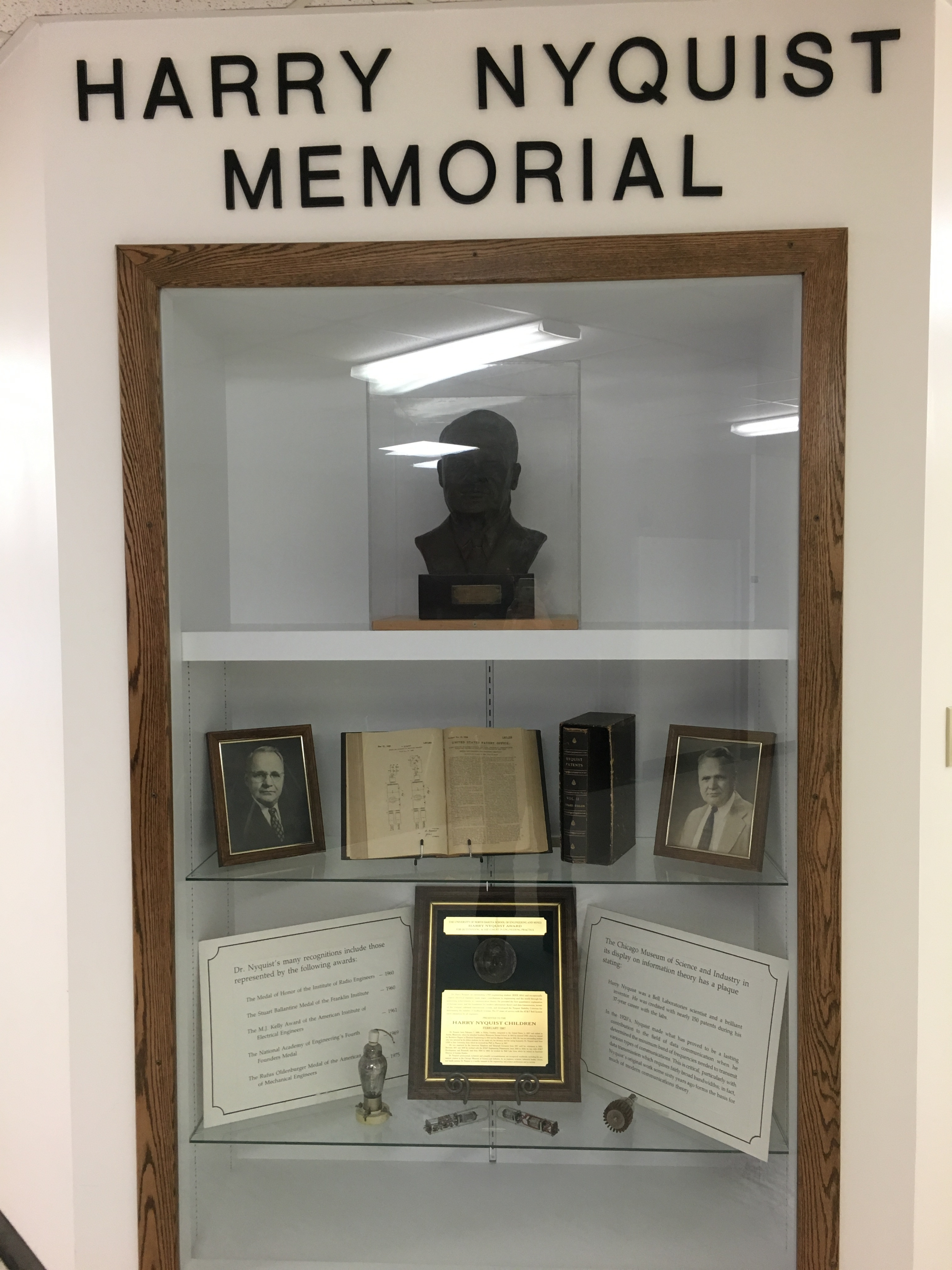
Memorial a Nyquist na Universidade de Dakota do Norte.

## Vida
Nyquist nasceu em Stora Kil, distrito de Nilsby, Varmlândia, Suécia. Filho de Lars Jonsson Nyqvist (nascido em 1847) e Katrina Eriksdotter (nascida em 1857). Seus pais tiveram sete filhos: Elin Teresia, Astrid, Selma, Harry Theodor, Aemelie, Olga Maria e Axel. Nenhum deles foi batizado. Imigrou para os Estados Unidos em 1907.

## Contribuições técnicas
Como engenheiro nos Laboratórios Bell, Nyquist fez um importante trabalho sobre ruído térmico ("ruído Johnson-Nyquist"), a estabilidade de amplificadores de feedback, telegrafia, fax, televisão e outros problemas importantes de comunicação. Com Herbert E. Ives, ele ajudou a desenvolver as primeiras máquinas de fax da AT&T que se tornaram públicas em 1924. Em 1932, ele publicou um artigo clássico sobre estabilidade de amplificadores de realimentação. O critério de estabilidade de Nyquist agora pode ser encontrado em todos os livros sobre teoria de controle por realimentação.
Seu trabalho teórico inicial sobre a determinação dos requisitos de largura de banda para a transmissão de informações lançou as bases para os avanços posteriores de Claude Shannon, que levaram ao desenvolvimento da teoria da informação. Em particular, Nyquist determinou que o número de pulsos independentes que poderiam ser colocados através de um canal de telégrafo por unidade de tempo é limitado a duas vezes a largura de banda do canal e publicou seus resultados nos artigos Certos fatores que afetam a velocidade do telégrafo (1924) e Certos tópicos na Teoria da Transmissão Telegráfica (1928). Esta regra é essencialmente uma dualidade do que hoje é conhecido como Teorema da amostragem de Nyquist–Shannon.